# 3272 Tillandz
3272 Tillandz (1938 DB1) là một tiểu hành tinh vành đai chính được phát hiện ngày 24 tháng 2 năm 1938 bởi Y. Vaisala ở Turku.